# Palimpseste. Die Literatur auf zweiter Stufe
Palimpseste. Die Literatur auf zweiter Stufe ist ein literaturtheoretisches Werk des Franzosen Gérard Genette, erstmals publiziert 1982 unter dem Titel Palimpsestes. La littérature au second degré. Der Titel verwendet den Begriff Palimpsest in übertragener Bedeutung.
Palimpseste gilt als eine der modernen Intertextualitätstheorien, die die Bezüge von Texten untereinander zum Thema haben. Genette fasst hier den Begriff „Intertextualität“ im engeren Sinne auf und entwickelt anhand einer Reihe zusätzlicher Begriffe eine präzisere, vollständigere Terminologie.

## Inhalt
Um präziser mit den Termini der (recht schwammig definierten) Intertextualität umzugehen, schlägt Genette eine neue Terminologie vor, bei der sich zunächst alles unter den Oberbegriff der Transtextualität unterordnet. Genette unterscheidet fünf Typen der Transtextualität:

### Intertextualität
Intertextualität bezeichnet künftig nur noch linguistisch nachweisbare Spuren, die „effektive Präsenz eines Textes in einem anderen“. Dafür gibt es wiederum drei Möglichkeiten.
das Zitat:
die (unmarkierte oder mit Anführungszeichen/Quellenangaben markierte) hundertprozentige Übernahme eines Textstücks aus einem anderen.
die Anspielung:
eine Verfremdung des übernommenen Textstücks, die der Leser selbst erkennen muss.
das Plagiat:
die nicht markierte und durch den Leser möglichst nicht zu bemerkende Übernahme.

### Paratextualität
Paratextualität bezeichnet alles, was zu einem literarischen Text dazugehört: Titel und Untertitel, Zwischentitel, Vorworte, Nachworte, Hinweise an den Leser, Einleitungen, Marginalien, Fußnoten, Anmerkungen, Motti, Illustrationen, Waschzettel, Schleifen, Umschlag etc.
Hier ist auch der Begriff des Gattungsvertrags von Bedeutung: Wenn auf einem dicken Buch unter dem Titel die Bezeichnung „Roman“ erscheint, weckt dies im Leser bestimmte Erwartungen an den Text, den das Buch enthält.

### Metatextualität
Als Metatextualität bezeichnet Genette jene textuelle Relation, die vorliegt, wenn sich ein Text als Kommentar eines anderen verstehen lässt. Dies ist z. B. bei der Literaturkritik der Fall (Rezensionen, Interpretationen). Metatextualität liegt allerdings auch vor, wenn ein fiktionaler Text über sich selbst spricht, sich selbst kommentiert oder z. B. das zugehörige Genre kommentiert. Sie ist also nicht auf faktuale Texte begrenzt.

### Architextualität
In der Architextualität geht es, ähnlich wie bei der Paratextualität, wieder um die Einschreibung eines Textes in Gattungskategorien, und zwar durch die Leser und Kritiker. Die Architextualität bestimmt den Erwartungshorizont des Lesers.

### Hypertextualität
Bei der Hypertextualität handelt es sich um den komplexesten Typ von Transtextualität. Genette versteht unter Hypertextualität alle Verbindungen zwischen einem vorhergehenden Text (dem Hypotext) und dem aktuell vorliegenden Text (dem Hypertext) sowie die durch verschiedenartige Transformationsprozesse bedingte Ableitung voneinander.
Es gibt zwei Grundtypen hypertextueller Verfahren: die Transformation und die Nachahmung. Nachahmung bedeutet, einen Stil oder einen Stoff in einen anderen Text zu verlagern – eine Deformation des Hypotextes. Transformation bedeutet, einen Hypertext präzise nach dem Modell des Hypotextes herzustellen.
Genette nennt nun die sechs Ergebnisse, die diese beiden hypertextuellen Verfahren hervorbringen können, und zwar abhängig von ihrer Funktion, ihrem Register:
Die spielerischen Hypertexte
Die Parodie
Bei der Parodie handelt es sich, in Genettes enger Terminologie (!), um die nahezu wörtliche Wiederholung des Hypotextes in Anwendung auf ein moderneres/aktuelleres/vulgäreres Thema. Der Stil bleibt derselbe wie im Hypotext.
Das Pastiche
Verwandt mit der Parodie, geht es beim Pastiche um eine stilistische Nachahmung. Pastiche-Autoren versuchen, einen Hypertext zu erschaffen, den man ohne weiteres dem Autor des Hypotextes zuschreiben könnte.
Die satirischen Hypertexte
Die Travestie
Die Travestie verfährt genau umgekehrt als die Parodie: Sie transformiert den Stil des Hypotextes, behält aber das Thema bei.
Die Persiflage
Als Synthese von Pastiche und Travestie wird bei der Persiflage der Stil des Hypotextes herabtransformiert und auf ein anderes Thema angewandt.
Die ernsten Hypertexte
Die Transposition
Hierbei handelt es sich um eine Transformation von Stil oder Thema eines Hypotextes, die nicht komisch oder satirisch wirkt.
Die Nachbildung
Ein anderes Wort für Nachbildung ist Plagiat. Ein Hypotext wird nachgeahmt, ohne die Nachahmung kenntlich zu machen und ohne satirisch oder komisch zu wirken. Plagiate werden meist im Windschatten besonders erfolgreicher literarischer Werke verfasst, die Autoren erhoffen sich ebenso großen kommerziellen Erfolg.

## Konsequenzen für die Intertextualitätstheorie
Ein globales Konzept von Intertextualität im Sinne von Julia Kristeva lässt Genettes Ansatz nicht mehr zu. Jeder Text ist ein potenzieller Hypotext, der zitiert, transformiert und nachgeahmt werden kann. Je weniger transparent die Hypertextualität eines Werkes ist, desto mehr ist der Leser gefordert. Genette fordert eine bewusste, organisierte Pragmatik in der Beziehung zwischen dem Text und dem Leser.